# Ignace Van der Brempt
Ignace Van der Brempt (Mortsel, 1 april 2002) is een Belgisch voetballer die doorgaans als rechtsachter speelt. Hij staat onder contract bij Red Bull Salzburg. In augustus 2024 werd hij verhuurd aan het in de Serie A spelende Como.

## Clubcarrière

### Jeugd
Van der Brempt werd geboren in Mortsel en groeide op in Niel. Hij begon met voetballen bij Schelle Sport, waar Beerschot AC hem drie jaar later kwam wegplukken. Daar speelde hij samen met onder andere Jérémy Doku. Na het faillissement van Beerschot in 2013 ging hij testen bij KV Mechelen, maar daar was uiteindelijk geen plaats voor hem. Na een seizoen bij Rupel Boom haalde KV Mechelen hem tóch binnen. Na drie seizoenen bij KV Mechelen verhuisde hij naar Club Brugge.

### Club Brugge

#### 2019–20
In juli 2019 werd Van der Brempt door Club Brugge opgenomen in de A-kern. Hij ondertekende zijn eerste profcontract eind april van dat jaar. In de jeugd speelde hij voor KV Mechelen, Rupel Boom, Beerschot AC en Schelle Sport. Hij debuteerde op 14 september 2019 in de Jupiler Pro League tijdens de stadsderby tegen Cercle Brugge. Van der Brempt mocht van trainer Philippe Clement na 79 minuten de plaats innemen van Krépin Diatta. Club Brugge won de wedstrijd met 0-2. Twee weken later verscheen Van der Brempt aan de aftrap voor het bekerduel tegen Francs Borains op 25 september 2019. Ook Charles De Ketelaere, met wie hij samenspeelde bij de jeugd, maakte die avond zijn debuut voor blauw-zwart. Club Brugge plaatste zich met een 0-3 zege voor de 1/8ste finales.

#### 2020–21
Meer dan een jaar na zijn debuut stond Van der Brempt voor het eerst aan de aftrap in de Jupiler Pro League. Hij speelde 80 minuten tegen STVV, thuis op 5 december 2020. Clinton Mata kwam in zijn plaats. Brugge won de wedstrijd met 1–0 (doelpunt David Okereke).

#### 2021–22
Het gelukte Van der Brempt niet om dit seizoen een basisplaats te veroveren in het team van trainer Philippe Clement. Hij stond voor de winterstop vier wedstrijden in de basis. Hij maakte wel zijn debuut in de Champions League. Tijdens de met 1-2 gewonnen uitwedstrijd in de groepsfase tegen Red Bull Leipzig kwam hij in de in de 68e minuut in het veld voor Kamal Sowah. De situatie voor Van der Brempt veranderde niet nadat Alfred Schreuder de taken van Clement in de winterstop had overgenomen. Hij bleef wisselspeler en kwam nauwelijks in actie. Hij besloot het heft in eigen hand te nemen en zijn loopbaan voort te zetten bij Red Bull Salzburg waardoor hij weigerde te spelen tegen Union Sint-Gillis.

### Red Bull Salzburg
Begin 2022 werd bekend dat Van der Brempt de overstap maakte naar Red Bull Salzburg. Hij tekende een contract van 4,5 jaar tot 2026 en de Oostenrijkers betaalden € 5 miljoen voor zijn komst. Op 2 maart 2022 maakte hij zijn debuut in de met 0-0 gelijkgespeelde uitwedstrijd tegen LASK. Trainer Matthias Jaissle bracht hem in de 23e minuut in het veld voor de geblesseerd uitgevallen Oumar Solet. Het gelukte hem niet om Rasmus Kristensen uit de basis te spelen waardoor hij de rest van het seizoen weinig in actie kwam. Met zes gespeelde wedstrijden had hij geen groot aandeel in het kampioenschap van Salzburg.
In zijn tweede Oostenrijkse seizoen kende Van der Brempt na het vertrek van Kristensen een goede start. Tijdens de eerste wedstrijden van het seizoen begon hij in de basis waarbij hij in de eerste ronde van de ÖFB-Cup zijn eerste doelpunt in het shirt van Salzburg maakte. In de met 0-3 gewonnen uitwedstrijd tegen de amateurs van SV Fügen maakte hij op 15 juli het derde doelpunt. Wegens een blessures aan onder andere zijn enkel verloor hij zijn basisplaats aan en kwam hij de rest van het seizoen weinig in actie. In de zomer van 2023 werd bekend dat Van der Brempt voor één seizoen werd verhuurd aan Hamburger SV. Bij terugkomst speelde hij onder Pepijn Lijnders een viertal wedstrijden voornamelijk in de Champions League. Toen bleek dat hij weinig kans op speelminuten maakte liet hij zich verhuren aan de naar de Serie A gepromoveerde Como.

#### Verhuur aan Hamburger SV
In de zomer van 2023 liet Van der Brempt zich voor het seizoen 2023/24 verhuren aan de Noord-Duitse ploeg. Op 28 juli 2023 maakte hij in de met 5-3 gewonnen thuiswedstrijd tegen Schalke 04 zijn debuut. Trainer Tim Walter liet hem in het Volksparkstadion in de basis starten als rechtervleugelverdediger. Hij gaf in de 91e minuut de assist op Robert Glatzel waarmee de score op 4-3 werd gebracht. Van der Brempt was tot aan de tiende competitieronde onderdeel van het basiselftal. Op 21 oktober scheurde hij in de thuiswedstrijd tegen Greuther Fürth een spier waardoor hij na 10 minuten het veld moet verlaten. Begin december maakte hij zijn comeback in de uitwedstrijd tegen stadsrivaal FC St. Pauli. Hij pakte de draad weer op waar hij gebleven was en werd weer de vaste rechtervleugelverdediger. Dit veranderde niet na het ontslag van Walter en de komst van de nieuwe trainer Steffen Baumgart. Aan het einde van het seizoen keerde hij terug naar Red Bull Salzburg.

#### Verhuur aan Como
Eind augustus 2024 werd bekend dat Van der Brempt zich liet verhuren met optie tot koop aan de club uit Lombardije. In de derde competitieronde op 1 september maakte hij zijn debuut in de Serie A voor de Italiaanse club tijdens de uitwedstrijd tegen Udinese. Trainer Cesc Fàbregas bracht hem in de rust in de ploeg. Na vier keer in de basis te zijn begonnen moest hij vanwege een blessure een vijftal wedstrijden vanaf de kant toekijken. Na zijn comeback kreeg hij zijn basisplaats weer terug. 

## Clubstatistieken
| Seizoen                         | Club              | Land                | Competitie              | Competitie | Competitie | Beker | Beker | Internationaal | Internationaal | Totaal | Totaal |
| Seizoen                         | Club              | Land                | Competitie              | Wed.       | Dlp.       | Wed.  | Dlp.  | Wed.           | Dlp.           | Wed.   | Dlp.   |
| ------------------------------- | ----------------- | ------------------- | ----------------------- | ---------- | ---------- | ----- | ----- | -------------- | -------------- | ------ | ------ |
| 2019/20                         | Club Brugge       | Vlag van België     | Eerste klasse A         | 1          | 0          | 1     | 0     | 0              | 0              | 2      | 0      |
| 2020/21                         | Club Brugge       | Vlag van België     | Eerste klasse A         | 9          | 1          | 2     | 0     | 3              | 0              | 14     | 1      |
| 2020/21                         | Club NXT          | Vlag van België     | Eerste klasse B         | 11         | 2          | –     | –     | –              | –              | 11     | 2      |
| 2021/22                         | Club Brugge       | Vlag van België     | Eerste klasse A         | 12         | 0          | 2     | 0     | 5              | 0              | 19     | 0      |
| 2021/22                         | Red Bull Salzburg | Vlag van Oostenrijk | Bundesliga (Oostenrijk) | 6          | 0          | 0     | 0     | 0              | 0              | 6      | 0      |
| 2022/23                         | Red Bull Salzburg | Vlag van Oostenrijk | Bundesliga (Oostenrijk) | 7          | 0          | 2     | 1     | 0              | 0              | 9      | 1      |
| 2023/24                         | → Hamburger SV    | Vlag van Duitsland  | 2. Bundesliga           | 23         | 0          | 1     | 0     | –              | –              | 24     | 0      |
| 2024/25                         | Red Bull Salzburg | Vlag van Oostenrijk | Bundesliga (Oostenrijk) | 1          | 0          | 0     | 0     | 3              | 0              | 4      | 0      |
| 2024/25                         | → Como            | Vlag van Italië     | Serie A                 | 9          | 0          | 0     | 0     | –              | –              | 9      | 0      |
| Totaal                          | Totaal            | Totaal              | Totaal                  | 79         | 3          | 8     | 1     | 11             | 0              | 98     | 4      |
| Bijgewerkt tot 26 december 2024 |                   |                     |                         |            |            |       |       |                |                |        |        |

## Interlandloopbaan
Van der Brempt kwam uit voor diverse Belgische nationale jeugdelftallen waarbij hij met België –21 actief was op een eindronde. Hij kwam in totaal 29 keer in actie voor België waarin hij driemaal wist te scoren. Hij speelde hierbij samen met onder andere Loïs Openda, Aster Vranckx, Arne Engels en Yorbe Vertessen.

### Belgisch jeugdelftallen
Van der Brempt maakte op 26 februari 2017 zijn debuut in België –15 in de oefeninterland tegen Engeland. Hij startte in de basis en speelde de wedstrijd volledig uit. Een paar maanden later maakte hij op 26 april zijn eerste doelpunt tijdens de met 1-5 gewonnen uitwedstrijd tegen Wales. In de 57e minuut maakte hij de 0-2. Met België –21 wist hij zich te kwalificeren voor het Europees kampioenschap in Roemenië en Georgië. Hij kwam alleen de poulewedstrijd tegen Georgië in actie. Bondscoach Jacky Mathijssen bracht hem negen minuten voor tijd in de ploeg voor Hugo Siquet. België overleefde de groepsfase niet. Van der Brempt speelde op 17 oktober 2023 in de EK-kwalificatiewedstrijd tegen Hongarije zijn voorlopige laatste jeugdinterland.  
| Jeugdinterlands van Ignace Van der Brempt voor België () | Jeugdinterlands van Ignace Van der Brempt voor België () | Jeugdinterlands van Ignace Van der Brempt voor België () | Jeugdinterlands van Ignace Van der Brempt voor België () | Jeugdinterlands van Ignace Van der Brempt voor België () | Jeugdinterlands van Ignace Van der Brempt voor België () |
| №                                                        | Datum                                                    | Wedstrijd                                                | Uitslag                                                  | Soort Wedstrijd                                          | Doelpunten                                               |
| Als speler bij België –15                                | Als speler bij België –15                                | Als speler bij België –15                                | Als speler bij België –15                                | Als speler bij België –15                                | Als speler bij België –15                                |
| -------------------------------------------------------- | -------------------------------------------------------- | -------------------------------------------------------- | -------------------------------------------------------- | -------------------------------------------------------- | -------------------------------------------------------- |
| 1.                                                       | 26 februari 2017                                         | Engeland – België                                        | 1 – 0                                                    | Vriendschappelijk                                        |                                                          |
| 2.                                                       | 30 maart 2017                                            | Nederland – België                                       | 2 – 1                                                    | Vriendschappelijk                                        |                                                          |
| 3.                                                       | 26 april 2017                                            | Wales – België                                           | 1 – 5                                                    | Vriendschappelijk                                        | Goal                                                     |
| Als speler bij België –16                                |                                                          |                                                          |                                                          |                                                          |                                                          |
| 1.                                                       | 8 mei 2017                                               | België – Zwitserland                                     | 1 – 0                                                    | Vriendschappelijk                                        |                                                          |
| 2.                                                       | 10 mei 2017                                              | België – Hongarije                                       | 5 – 2                                                    | Vriendschappelijk                                        |                                                          |
| 3.                                                       | 10 mei 2017                                              | Hongarije – België                                       | 1 – 1                                                    | Vriendschappelijk                                        |                                                          |
| 4.                                                       | 17 november 2017                                         | Oekraïne – België                                        | 2 – 1                                                    | Vriendschappelijk                                        |                                                          |
| Als speler bij België –19                                |                                                          |                                                          |                                                          |                                                          |                                                          |
| 1.                                                       | 7 september 2019                                         | België – Portugal                                        | 1 – 2                                                    | Vriendschappelijk                                        |                                                          |
| 2.                                                       | 10 september 2019                                        | België – Tsjechië                                        | 2 – 2                                                    | Vriendschappelijk                                        |                                                          |
| 3.                                                       | 12 oktober 2019                                          | België – Engeland                                        | 2 – 4                                                    | Vriendschappelijk                                        |                                                          |
| 4.                                                       | 13 november 2019                                         | IJsland – België                                         | 0 – 3                                                    | EK-kwalificatie                                          |                                                          |
| 5.                                                       | 16 november 2019                                         | België – Albanië                                         | 2 – 1                                                    | EK-kwalificatie                                          | Goal                                                     |
| 6.                                                       | 19 november 2022                                         | België – Griekenland                                     | 1 – 0                                                    | EK-kwalificatie                                          |                                                          |
| Als speler bij België –20                                |                                                          |                                                          |                                                          |                                                          |                                                          |
| 1.                                                       | 19 november 2022                                         | België – Portugal                                        | 1 – 1                                                    | Vriendschappelijk                                        |                                                          |
| Als speler bij België –21                                |                                                          |                                                          |                                                          |                                                          |                                                          |
| 1.                                                       | 4 juni 2021                                              | Kazachstan – België                                      | 1 – 3                                                    | EK-kwalifciatie                                          |                                                          |
| 2.                                                       | 3 september 2021                                         | Turkije – België                                         | 0 – 3                                                    | EK-kwalifciatie                                          |                                                          |
| 3.                                                       | 12 november 2021                                         | België – Turkije                                         | 2 – 0                                                    | EK-kwalifciatie                                          | Goal                                                     |
| 4.                                                       | 16 november 2021                                         | Schotland – België                                       | 0 – 2                                                    | EK-kwalifciatie                                          |                                                          |
| 5.                                                       | 29 maart 2022                                            | Denemarken – België                                      | 1 – 1                                                    | EK-kwalifciatie                                          |                                                          |
| 6.                                                       | 5 juni 2022                                              | België – Schotland                                       | 0 – 0                                                    | EK-kwalifciatie                                          |                                                          |
| 7.                                                       | 23 september 2022                                        | België – Nederland                                       | 1 – 2                                                    | Vriendschappelijk                                        |                                                          |
| 8.                                                       | 26 september 2022                                        | Frankrijk – België                                       | 2 – 2                                                    | Vriendschappelijk                                        |                                                          |
| 9.                                                       | 24 maart 2023                                            | Tsjechië – België                                        | 0 – 0                                                    | Vriendschappelijk                                        |                                                          |
| 10.                                                      | 27 maart 2023                                            | België – Japan                                           | 3 – 2                                                    | Vriendschappelijk                                        |                                                          |
| 11.                                                      | 15 juni 2023                                             | Israël – België                                          | 0 – 2                                                    | Vriendschappelijk                                        |                                                          |
| 12.                                                      | 24 juni 2023                                             | Georgië – België                                         | 2 – 2                                                    | Europees kampioenschap 2023                              |                                                          |
| 13.                                                      | 11 september 2023                                        | België – Kazachstan                                      | 1 – 0                                                    | EK-kwalificatie                                          |                                                          |
| 14.                                                      | 13 oktober 2023                                          | Malta – België                                           | 0 – 2                                                    | EK-kwalificatie                                          |                                                          |
| 15.                                                      | 17 oktober 2023                                          | Hongarije – België                                       | 0 – 1                                                    | EK-kwalificatie                                          |                                                          |
| Bijgewerkt tot 18 maart 2024                             |                                                          |                                                          |                                                          |                                                          |                                                          |

## Erelijst
| Landskampioen België | 2x | 2019/20, 2020/21 |
| Belgische Supercup   | 1x | 2021             |

| Bundesliga Oostenrijk | 2x | 2021/22 , 2022/23 |